# 三次市立十日市中学校
三次市立十日市中学校（みよししりつ とおかいちちゅうがっこう）は広島県三次市十日市中四丁目にある公立中学校である。

## 概要
生徒数は367名（2012年5月1日現在）。通称「十日市中」「十中」。

## 沿革
- 1947年（昭和22年）4月1日 - 十日市町立十日市中学校として創立
- 1949年（昭和24年）
  - 4月1日 - 十日市町酒河村学校組合立十日市中学校を設立、同時に酒河村に分校を設置
  - 9月1日 - 酒河分校を本校に統合
- 1950年（昭和25年）6月21日 - 現在地（旧三次西高等学校校舎）に移転
- 1954年（昭和29年） - 三次市の誕生に伴い、三次市立十日市中学校に改称
- 1961年（昭和36年）
  - 3月31日 - 新校舎落成
  - 4月1日 - 三次中学校粟屋分校を吸収統合
- 1964年（昭和39年）12月21日 - 学校給食を開始
- 1989年（平成元年）4月1日 - 八次中学校を分離開校
- 1990年（平成2年）4月4日 - 旧校舎解体
- 2001年（平成13年）9月1日 - デリバリー給食を開始
- 2003年（平成15年）4月1日 - 2学期制に変更
- 2012年（平成24年）4月1日 - 2学期制から3学期制に変更

## 通学区域
- 三次市
  - 粟屋町
    - 岩脇
    - 元国
    - 中垣内
    - 中の村
    - 亀谷
    - 旭
    - 米丸
    - 小森
    - 大平
    - 上旭
    - 上村
    - 若屋
    - 長伝
    - 細田

  - 十日市東
  - 十日市南
  - 十日市西
  - 十日市中
  - 十日市町
  - 東酒屋町
  - 西酒屋町

## 進学前小学校
- 三次市立粟屋小学校
- 三次市立十日市小学校
- 三次市立酒河小学校

## 生徒会活動
- 総務委員会
- 生活委員会
- 保健・体育委員会
- 図書委員会
- 広報・文化委員会
- 美化委員会
- 部活動委員会 - 生徒が部活動に集中して取り組めるよう部室点検などを行う。

## 部活動
- 運動系部活動
  - 野球部（男子）
  - サッカー部（男子）
  - ソフトテニス部
  - ソフトボール部（女子）
  - 陸上部
  - バレーボール部（女子）
  - 男子バスケットボール部
  - 女子バスケットボール部
  - 剣道部
  - 柔道部
  - 卓球部
  - 水泳部

- 文化系部活動
  - 吹奏楽部
  - 美術部
  - 茶道部

## 著名出身者
- 福岡誠志 - 三次市長
- 藤川拓也 - 陸上競技長距離走・マラソン選手、現・中国電力陸上部所属

## 交通
- 芸備線三次駅下車徒歩11分